# Ильчинхве

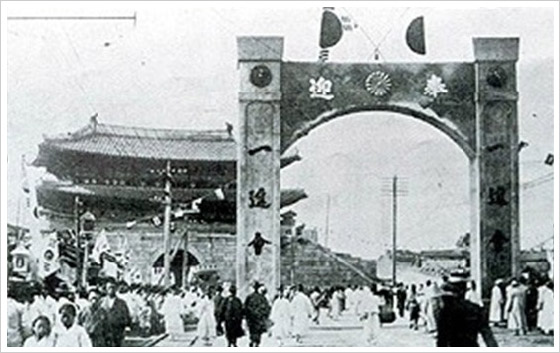
Ворота Ильчинхве

Ильчинхве́ (кор. 일진회?, 一進會?, букв. Общество единения и прогресса) — корейская прояпонская организация, образованная 8 августа 1904 года бывшим военным Юн Си Бёном и чиновником Ли Гон Хо. Способствовала аннексии Кореи Японской империей.

## История
После победы Японии в русско-японской войне в Корее активизировалась прояпонская фракция, которая предлагала привносить в страну прогресс через тесное сотрудничество с Японской империей: они отрицали возможность развития капитализма в условиях корейского изоляционизма. Одним из ярых сторонников этой идеи был Сон Бён Чжун, который прожил в Японии 10 лет и служил военным переводчиком в Императорской армии Японии во время русско-японской войны, а также сблизился с Утида Рёхэем, ярым националистом и сторонником модернизации Японии. Сон стал «серым кардиналом» в появившемся в 1904 году Обществе единения и прогресса, известным как «Ильчинхве». По одним японским данным, «Ильчинхве» насчитывало до 800 тысяч человек, по другим — не более 90 тысяч человек. В ноябре того же года организация объединилась с Обществом прогресса («Чинбохве»), основанным Сон Бён Хи и Ли Ён Гу.
«Ильчинхве» выступало за почитание императорского дома, подчёркивая свою лояльность корейскому монарху, поддерживало административные реформы (символом реформ и прогресса были короткие стрижки членов «Ильчнихве») и улучшение внутреннего управления; во внешней политике его члены считали Россию главным внешнеполитическим врагом, выступая за союз с Японией и поддерживая лозунг «Азия для азиатов». Оно пользовалось изначально популярностью на юге страны, в сельскохозяйственных регионах, а оттуда популярность перекинулась на север страны. В 1905 году общество вовлекло свыше 200 тысяч крестьян и оказалось в состоянии мобилизовать 270 тысяч человек на организованное японцами строительство железных дорог в Корее и Маньчжурии; в том же году оно стало распространять свою газету «Кунмин Синмун» (Народная газета) и листовки с призывами поддержать японский протекторат, что японцы умело использовали в своих целях, представляя «Ильчинхве» как единственного законного представителя корейской общности. Ячейки общества существовали также в Китае и России (в Сусанской долине), но в России их деятельность удалось пресечь. Пытаясь добиться своих целей, «Ильчинхве» начало создавать отряды самообороны, которые боролись против инакомыслящих: «прояпонцы» не гнушались рэкета, шантажа, клеветы, политического давления, погромов и арестов, типичных для китайских триад. От японских властей организация получала солидные суммы (так, 200 тысяч иен пришли после русско-японской войны).
Со временем из-за конфликта с тонхак численность «Ильчинхве» стала снижаться, упав с 1 миллиона в 1906 году до 140 тысяч в 1910 году, однако Сон Бён Чжун протолкнул всё-таки идею о подписании договора о присоединении Кореи к Японии, за что и считается в современной Корее национальным предателем. После роспуска «Ильчинхве», состоявшегося 26 сентября 1910 года, спустя месяц после подписания договора, все его видные члены, в том числе и Сон, были награждены орденами, а Сон получил титул дворянина в 1920 году. Современные историки считают, что «Ильчинхве» при своей подрывной (с точки зрения сторонников независимой Кореи) политической деятельности значительно модернизировало общественное сознание корейцев, начав широко применять техники всей современной политической культуры от митингов и публичных выступлений до финансовой поддержки своей деятельности и лоббирования.
В 2006 году комитет при президенте Республики Корея рассекретил документы и огласил имена 120 человек, которые обвинялись прямо в сотрудничестве с японскими властями во время японского правления в Корее. Среди них были имена 27 членов «Ильчинхве». Несмотря на заявления властей о грядущих расследованиях обстоятельств, никому из перечисленных лиц невозможно было физически предъявить обвинения, поскольку все они скончались ещё до рассекречивания документов. По закону, принятому годом ранее, собственность, переданная японцами тем, кто участвовал в подписании договора, подлежит конфискации, причём не только у самих коллаборационистов, но и у их наследников